# Brañatuille
Brañatuille (oficialmente y en asturiano: Brañatruiye) es un lugar de la parroquia de Balmonte, concejo de Castropol, en la comarca del Eo-Navia, Principado de Asturias, España.